# Série 6000 (Metrô de Madrid)

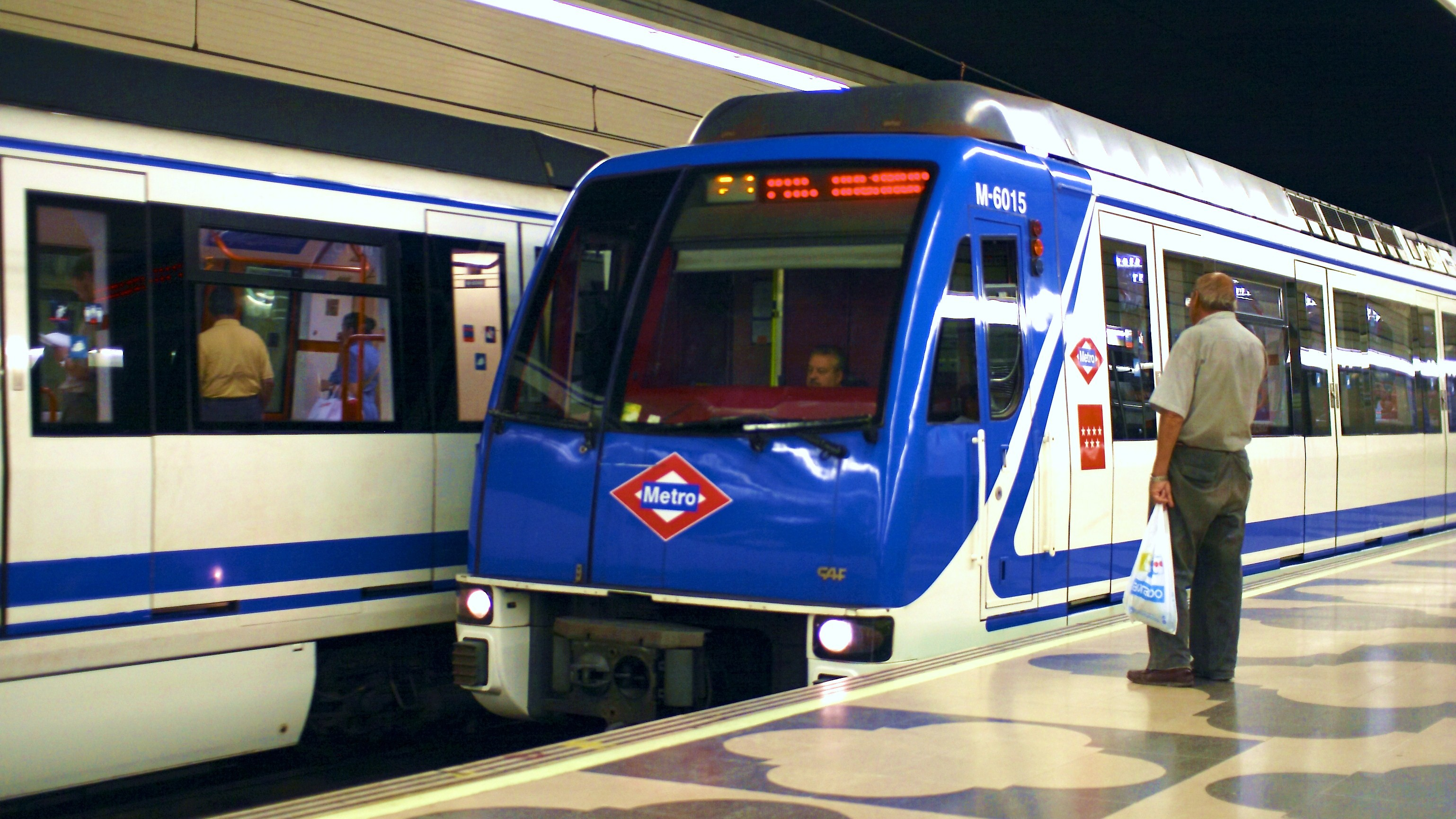
"Série 6000", na estação Concha Espina

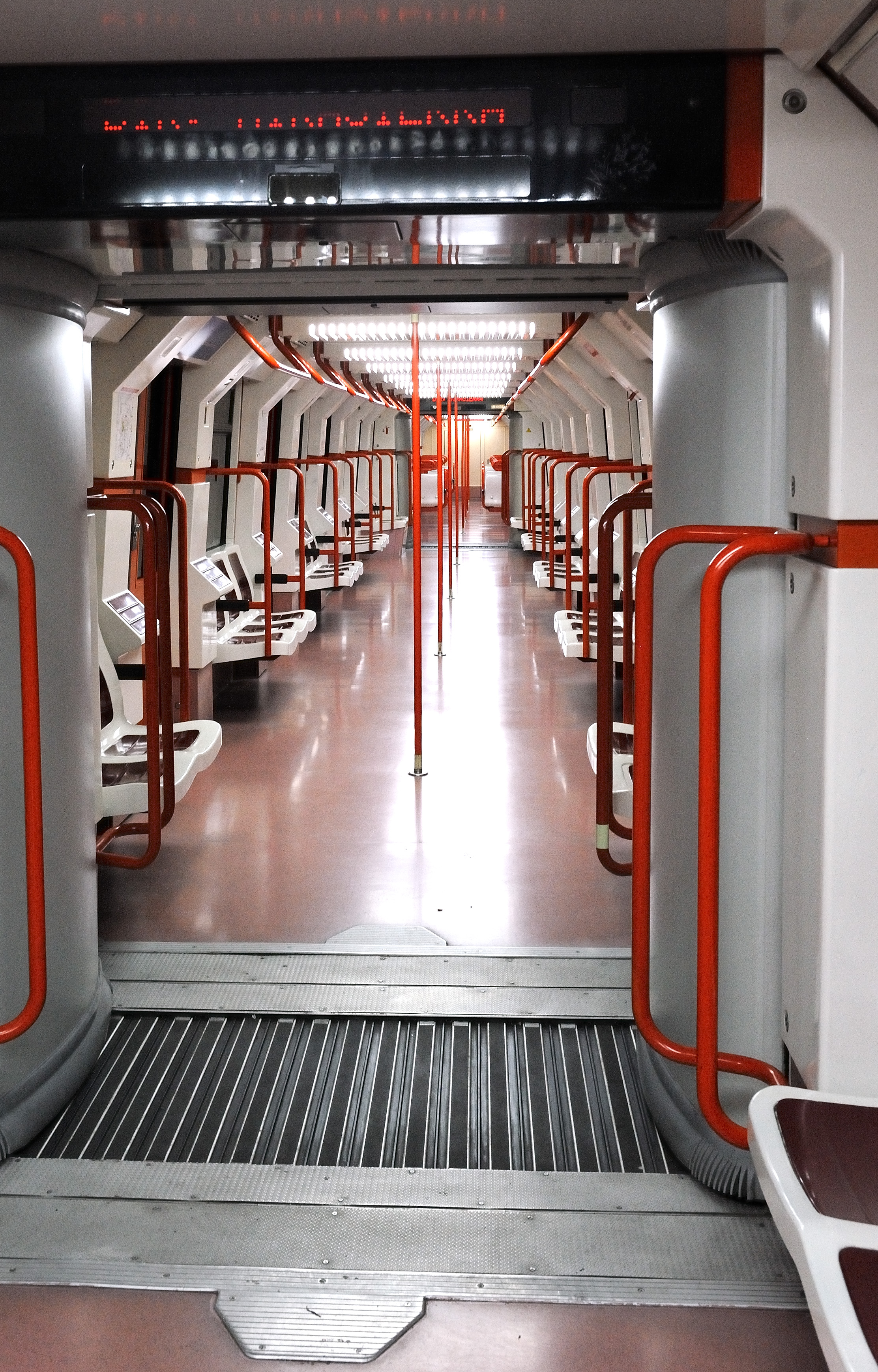
Vista interna

A Série 6000 é um tipo de automotora fabricada pela empresa espanhola Construcciones y Auxiliar de Ferrocarriles, utilizada no Metro de Madrid.